# Cantó de Gwened-Est
El cantó de Gwened-Est (bretó Kanton Gwened-Reter) és una divisió administrativa francesa situat al departament d'Ar Mor-Bihan a la regió de Bretanya.

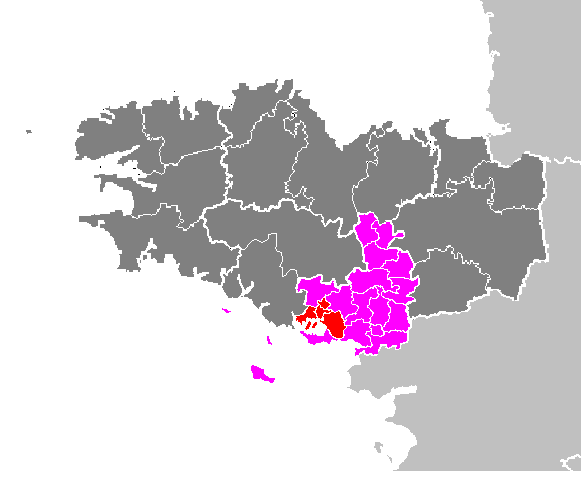
Situació del cantó

## Composició
El cantó aplega 8 comunes :
| Nom francès       | Nom bretó          | Població | km²   | Codi Postal | Codi INSEE |
| La Trinité-Surzur | An Drinded-Surzhur | 571      | 2,30  | 56190       | 56259      |
| Le Hézo           | Hezoù              | 550      | 4,89  | 56450       | 56084      |
| Noyalo            | Noaloù             | 666      | 4,93  | 56450       | 56150      |
| Saint-Avé         | Sant-Teve          | 8.303    | 26,09 | 56890       | 56206      |
| Séné              | Sine               | 7.868    | 19,94 | 56860       | 56243      |
| Surzur            | Surzhur            | 2.434    | 57,29 | 56450       | 56248      |
| Theix             | Teiz               | 5.029    | 47,13 | 56450       | 56251      |
| Gwened            | Gwened             | 11.058   |       | 56000       | 56260      |
| Cantó             | Gwened-Reter       | 36.479   |       | -           | 5637       |

## Evolució demogràfica
| 1962  | 1968   | 1975   | 1982   | 1990   | 1999   |
| ----- | ------ | ------ | ------ | ------ | ------ |
| 9.742 | 11.226 | 13.834 | 17.583 | 21.209 | 25.421 |

## Història
| Data d'elecció                           | Identitat     | Partit            | Qualitat |
| ---------------------------------------- | ------------- | ----------------- | -------- |
| 1988-2001                                | Joseph Oillic | RPR               |          |
| 2004-                                    | Hervé Pellois | Partit Socialista |          |
| les dades anteriors no són pas conegudes |               |                   |          |
|                                          |               |                   |          |